# Pygoplus obscurus
Pygoplus obscurus is een hooiwagen uit de familie Assamiidae.